# Campo de concentración de Jasenovac
El Campo de concentración de Jasenovac (pronunciado /yasénofbats/ en español; en serbocroata: Logor Jasenovac, cirílico: Логор Јасеновац, en yiddish: יאסענאוואץ, en hebreo: יסנובץ) fue el mayor campo de exterminio del Estado Independiente de Croacia (NDH) durante la Segunda Guerra Mundial. El campo fue creado por el régimen ustacha (ustaša) en agosto de 1941 y desmantelado en abril de 1945. En Jasenovac, el mayor número de víctimas fueron los serbios, a quienes Ante Pavelić consideraba los principales opositores del NDH. En el campo también perecieron judíos, eslovenos, gitanos, musulmanes bosnios, comunistas y un gran número de partisanos de Tito.
Jasenovac era un complejo de cinco subcampos, repartidos en 240 km² a orillas del río Sava. El campo más grande estaba en Jasenovac, 100 km al sureste de Zagreb. El complejo también incluía extensos terrenos en Donja Gradina directamente cruzando el río Sava, un campo de concentración para niños en Sisak, al noroeste, y el campo de concentración de mujeres de Stara Gradiška, al sureste.
La cifra de víctimas es muy disputada por la falta de documentación detallada, en parte debido a la quema por las autoridades croatas de parte de los documentos del campo en 1943 y 1945. El número mínimo comúnmente aceptado es de 85 000, sin tener en cuenta las 28 000 personas que murieron de camino al campo ni las asesinadas en sus alrededores. Está considerado uno de los campos de exterminio más crueles de todos los tiempos. De ser ciertas las estimaciones máximas, esas cifras lo convertirían en el tercero en el mundo por número de víctimas. Diversas fuentes estiman que hasta 700 000 personas fueron ejecutadas en él, utilizando los métodos más sanguinarios y perversos. Jasenovac fue uno de los mayores campos de concentración en Europa.

## Establecimiento, forma y administración del campo

Ubicación del campo, cerca de varios ríos.

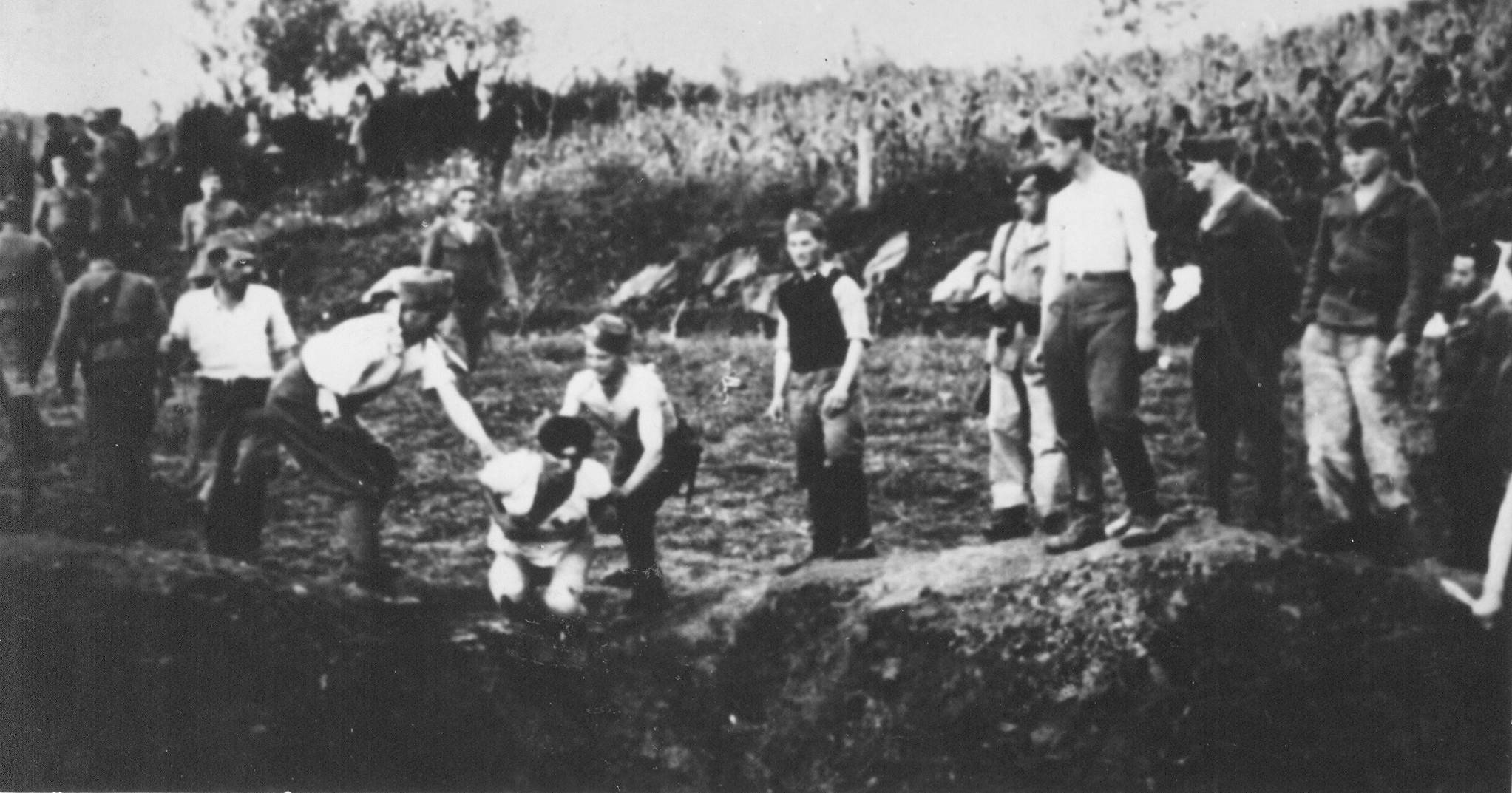
Milicianos ustashi ejecutando a prisioneros junto a una fosa común en las inmediaciones del campo.

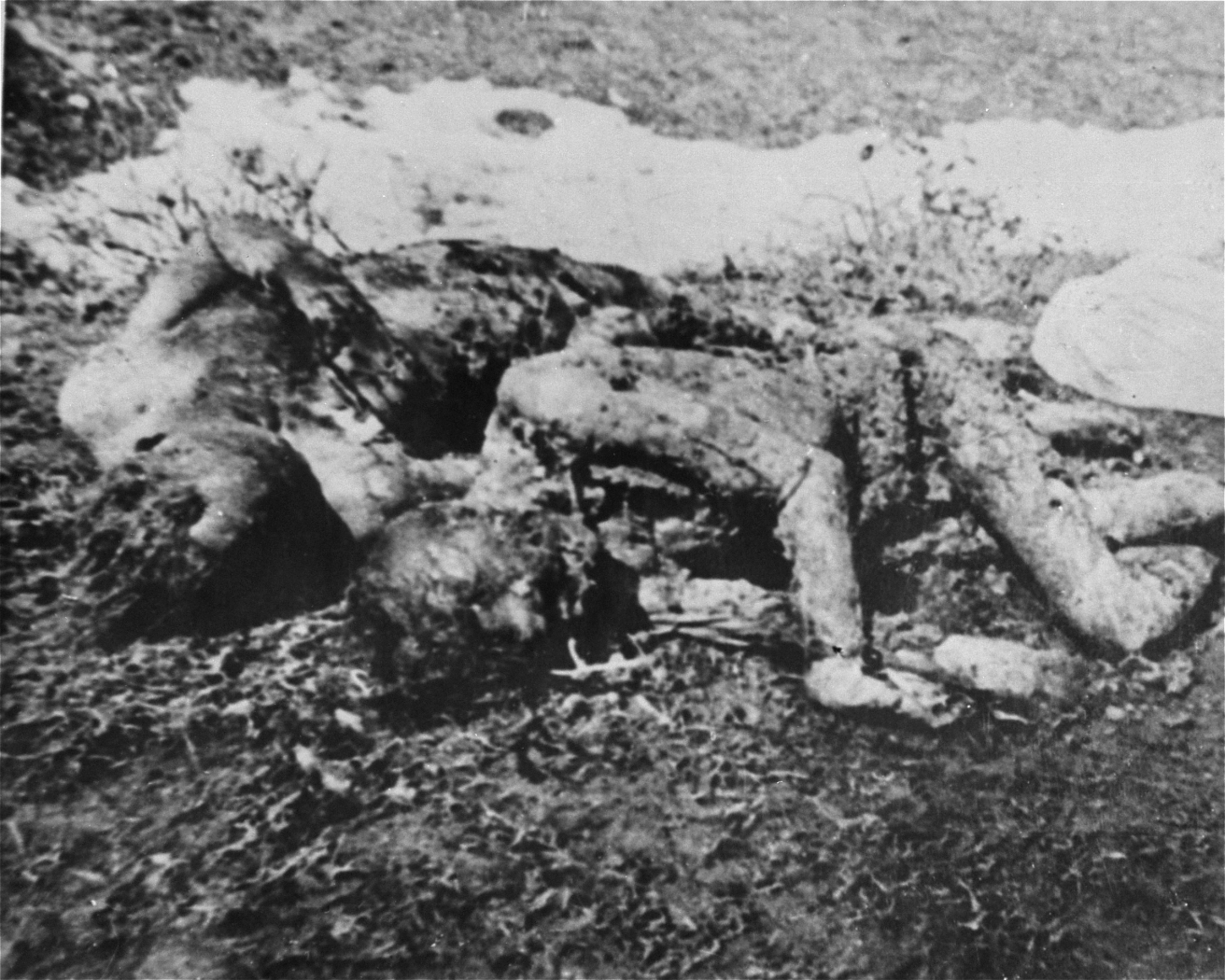
Cadáveres de prisioneros asesinados.

Jasenovac representó el campo de concentración nazi más grande de Croacia; dirigido por Miroslav Majstorović, fue cerrado el 22 de abril de 1945. A diferencia a otros campos, los prisioneros eran serbios, enemigos implacables del dictador filonazi del Estado Independiente de Croacia, Ante Pavelić.
Jasenovac estaba constituido por 5 subcampos y 3 campos menores, ocupando un total de 240 km² junto al río Sava. El campo, situado a un centenar de kilómetros de la capital croata, contaba con acceso por ferrocarril a través de la línea Zagreb-Belgrado y era un terreno triangular rodeado por los ríos Sava, Una y Velika Struga, lo que dificultaba la huida de los prisioneros. La orilla a menudo inundada del Sava facilitaba además la desaparición de los cadáveres. Los subcampos eran:
- Bročice, que operó de agosto a diciembre de 1941.
- Krapje, que funcionó durante el mismo periodo que Bročice.
- Ciglana, activo de noviembre de 1941 a finales de abril de 1945. Contenía una antigua fábrica de ladrillos y fue el principal centro de las matanzas.
- Kozara, en funcionamiento entre febrero de 1942 y finales de 1945, era un campo de trabajo.
- Stara Gradiska, originalmente un campo para prisioneros políticos, operó entre el verano de 1941 y abril de 1945.

El complejo también incluía un campo para niños en Sisak (al noroeste) y un campo para mujeres en Stara Gradiska (al sureste). Se estima que en Jasenovac fueron asesinados 20 000 niños de entre algunos meses y 14 años de edad.
Hasta junio de 1943, el campo dependía de la sección III del servicio de espionaje ustacha, pasando entonces a depender de la oficina de seguridad pública. La seguridad del campo estaba a cargo de las unidades de Maks Luburic, que, tras enviar al campo a la población campesina serbia de los alrededores en septiembre y octubre de 1941, construyó una guarnición junto al campo.

## Tratamiento de los prisioneros
Los deportados solían llegar en tren, hacinados en vagones y los ustacha los recibían a golpes, los colocaban en fila y los despojaban de sus objetos de valor. De forma similar a otros campos de exterminio, a la llegada de los presos los comandos encargados del trabajo esclavo seleccionaban a los más aptos para el trabajo. Entre los trabajos que realizaban estaba fortificar las defensas, levantar un dique para contener las crecidas del Sava, fraguar cadenas, talar árboles, e incluso uno tenía como función enterrar a las víctimas de las masacres que no habían sido arrojadas al río. Aquellos no considerados adecuados para convertirse en mano de obra esclava o que excedían la capacidad del campo (3000 prisioneros), eran conducidos a las orillas del río Sava, donde eran asesinados.
La crueldad de los asesinatos cometidos en Jasenovac fue enorme, sobre todo durante finales del verano de 1942, cuando unos 10 000 campesinos serbios fueron deportados al campo y los guardias organizaron un concurso consistente en matar al mayor número de prisioneros cortándoles el cuello y con un premio establecido de un reloj de oro, unos cubiertos de plata, un lechón asado y vino; el ganador fue Petar Brzica, que alcanzó la cantidad de 1360 prisioneros asesinados en un solo día cortándoles la garganta con un cuchillo especial llamado «Srbosjek» (cortaserbios).
Los métodos de asesinatos eran salvajes en extremo; aparte de utilizarse el «srbosjek», se realizaban grandes hogueras donde los prisioneros eran arrojados vivos, se les golpeaba en la cabeza con un enorme y pesado martillo hasta la muerte o se les arrojaba vivos al río Sava para que muriesen ahogados.
Los crímenes fuera del campo se llevaban a cabo en las riberas del río Sava junto a la población de Gradina y también en los bosques de Krapje, donde se cree que murieron unos 360 000 prisioneros; el resto de prisioneros hasta los 600 154, fueron masacrados en los sótanos y la torre de una antigua fortaleza militar cercana al campo y al río Sava.
Solamente en 2 ocasiones se redujo la matanza de prisionerosː una en febrero de 1942, cuando un grupo de periodistas extranjeros visitaron el campo ante los rumores de los crímenes cometidos, y otra en junio de 1944 para recibir a una delegación de la Cruz Roja. Entre diciembre de 1943 y agosto de 1944, bajo la nueva administración de Ivica Brkljacic, mejoraron algo las condiciones de los prisioneros, sin detenerse las matanzas, pero la fuga de algunos devolvió el campo a la situación anterior.
El jefe del Servicio Secreto croata, Vjekoslav Maks Luburić, se entrenó en Auschwitz y visitó otros campos de concentración alemanes para aprender los métodos de exterminio y aplicarlos en Jasenovac. Tras poner en práctica los sistemas de asesinato en masa y añadirles brutalidades extremas junto a perversiones inimaginables, Jasenovac fue visitado por el general alemán Edmund Glaise von Horstenau en calidad de representante de Adolf Hitler en Zagreb, quien escribió sobre el campo definiéndolo con esta frase: "epítome del horror" y tras el paso del chófer alemán destinado en Jasenovac, Arthur Hefner, este definió lo visto como "uno de los campos más horribles, solo comparable al infierno de Dante". El modelo de Luburic fue el campo de concentración de Sachsenhausen. Se calcula que el porcentaje de muertes en Jasenovac III fue mayor que en el Campo de concentración de Auschwitz (88 % frente al 84,6 %). Los hornos de la antigua fábrica fueron utilizados de crematorios y, en ocasiones, recibieron víctimas vivas.
En Jasenovac V se instaló una cámara de gas, donde numerosos prisioneros fueron asesinados con dióxido de azufre y Zyklon B. Este método terminó por abandonarse por la deficiente construcción de la cámara, por lo que la mayoría de las víctimas de este subcampo murió por hambre, enfermedad (principalmente tifus) o asesinato por envenenamiento, maza, cuchillo, hacha, etc.
Según documentos evaluados por el Tribunal de Nuremberg en 1946, «en Jasenovac se asesinaba con golpe de maza en la nuca, con cuchillo, con toda clase de objetos contundentes, por ahogamiento, hambre, quema de personas vivas y ahogamientos en piletas de cal viva».
Tras la liberación de Belgrado el 20 de octubre de 1944 por los partisanos, las autoridades comenzaron a tratar de eliminar las pruebas de los asesinatos, enviando a cuadrillas de prisioneros a exhumar las fosas comunes para quemar los cadáveres, antes de ser ellos mismos asesinados y sustituidos por nuevas cuadrillas. El número de prisioneros bajó a finales de 1944, aunque el campo seguía recibiendo nuevas remesas.
El 30 de marzo de 1945, los partisanos comenzaron a bombardear las instalaciones del campo, sin causar víctimas entre los prisioneros. Los ataques continuaron a comienzos de abril y las autoridades ustacha aceleraron las matanzas, asesinando a unos 2000 el 21 de abril, cuatro días antes de la llegada de las unidades partisanas. Los ustachas intentaron eliminar todo vestigio de sus atrocidades e incendiaron casi todas las edificaciones que pudieran implicarles en sus crímenes y los documentos.

## Datos generales
- Creación: 21 de agosto de 1941.

- Clausura: 22 de abril de 1945.[18]

- Víctimas: Entre 60 000 y 1 000 000. (varias estimaciones)[19]

- Comandantes: Maks Luburić y Dinko Šakić.

### Subdivisiones
- Brocita
- Ciglana (Jasenovac III)
- Kozara (Jasenovac IV)
- Krapje
- Stara Gradiska (Jasenovac V)

### Número de víctimas
El número de víctimas del campo genera gran controversia, debido a su utilización partidista tanto por croatas (tendentes a minimizar la masacre) como por serbios (que la magnificaron para justificar acciones posteriores). Algunas de las distintas estimaciones son las siguientes:
- Gideon Greif pasó cuatro años examinando archivos en la investigación del genocidio en el Estado Independiente de Croacia,[20] en el que alegó que más de 800 000 serbios y 40 000 judíos fueron asesinados por la croata Ustasa, además de romaníes y antifascistas.[20]
- 80 022 identificados por nombre en el museo del Holocausto de Belgrado.
- 69 842 según el centro de recuerdo a las víctimas de Jasenovac.[21] En un libro publicado por el centro, se incluye el nombre de 72 193 víctimas identificadas.[22]
- 77 200 según Antun Miletić, investigator de archivos militares, de ellos 41 936 serbios.[23]
- Un informe de la Gestapo a Heinrich Himmler, fechado el 17 de febrero de 1942, certificaba:[24]

"El aumento de actividad de las bandas [rebeldes] se debe principalmente a las atrocidades cometidas por las unidades Ustaše en Croacia contra la población ortodoxa. Los ustaši han cometido sus actos de una manera bestial, no sólo contra los hombres, sino especialmente contra ancianos, mujeres y niños indefensos. El número de ortodoxos que los croatas han masacrado y torturado sádicamente hasta la muerte es de aproximadamente trescientos mil".

- Según Radio Srbija, basándose en datos de la Comisión estatal de la ex Yugoslavia y del Centro Simon Wiesenthal, en Jasenovac murieron como mínimo 500 000 serbios, 80 000 gitanos, 35 000 judíos y alrededor de 10 000 antifascistas de diferentes nacionalidades.[8]
- Edmond Paris, historiador francés, calcula el número de muertos en más de 1 000 000 entre serbios, judíos, antifascistas, gitanos y homosexuales.[26]
- Para el historiador John Cornwell, según el cual existió aquiescencia del Vaticano con el genocidio, las cifras son de 487 000 ortodoxos serbios, 27 000 gitanos y entre 20 000 y 25 000 judíos.[27]
- Milan Bulajic, director del Museo de Víctimas del Genocidio de Belgrado, cifra en torno a 700 000 las víctimas de Jasenovac.[28]
- El historiador y primer presidente de la República de Croacia, Franjo Tuđman, declaró que las víctimas fueron 60 000- 70 000.[17]
- 85 000 según OPERATION: LAST CHANCE.[29]
- 77 000-99 000 según el Museo del Holocausto de los Estados Unidos.[30]

### Estudios del Holocausto
El centro Yad Vashem afirma que más de 500 000 serbios fueron asesinados en el NDH, incluyendo a aquellos que murieron en Jasenovac, donde afirma que fueron asesinadas cerca de 600 000 personas de todas las etnias. Las mismas cifras son compartidas por el Centro Simon-Wiesenthal. 
Menachem Shelach e Israel Gutman afirman en la Enciclopedia del Holocausto: 

"Unas 600 000 personas fueron asesinadas en Jasenovac, en su mayoría serbios, judíos, gitanos y opositores al régimen Ustase. El número de víctimas judías fue de entre 20 000 y 25 000, la mayoría de los cuales fueron asesinados hasta agosto de 1942, cuando comenzó la deportación de los judíos de Croacia a Auschwitz para su exterminio".

Por otro lado, sin embargo, a partir de 2009, el Museo del Holocausto de Washington calcula que el régimen ustaša asesinó entre 66 000 y 99 000 personas en Jasenovac entre 1941 y 1945, y que durante el período de gobierno ustasha, a un total de entre 330 000 y 390 000 serbios y más de 30 000 croatas judíos.

## Lista de cargos con responsabilidades
- Ante Pavelić: tras huir primero a Argentina, se refugió en España, protegido por el régimen de Franco, y murió en Madrid el 28 de diciembre de 1959.[34]

- Andrija Artuković: Huyó a EE. UU. y fue extraditado a Croacia.[18] Condenado a muerte, murió de causas naturales esperando su ejecución en 1988.[18]

- Dinko Šakić: Capturado en Argentina, fue extraditado en 1998 y condenado por un tribunal croata a 20 años de prisión.[18]

- Anton Elez: Subordinado de Dinko Sakíc, se escapó a Argentina y vivió toda su vida en Miramar, Córdoba hasta que murió el 23 de julio de 1995

- Maks Luburić: Protegido por el régimen de Franco, fue asesinado por un agente del servicio secreto yugoslavo el 20 de abril de 1969.[18]

- Miroslav Filipović (exsacerdote): Detenido en 1946 y condenado a muerte, se le ejecutó ese mismo año.[18]

- Petar Brzica: Escapó a los Estados Unidos, donde se le perdió la pista desde los años 70.

## Homenajes

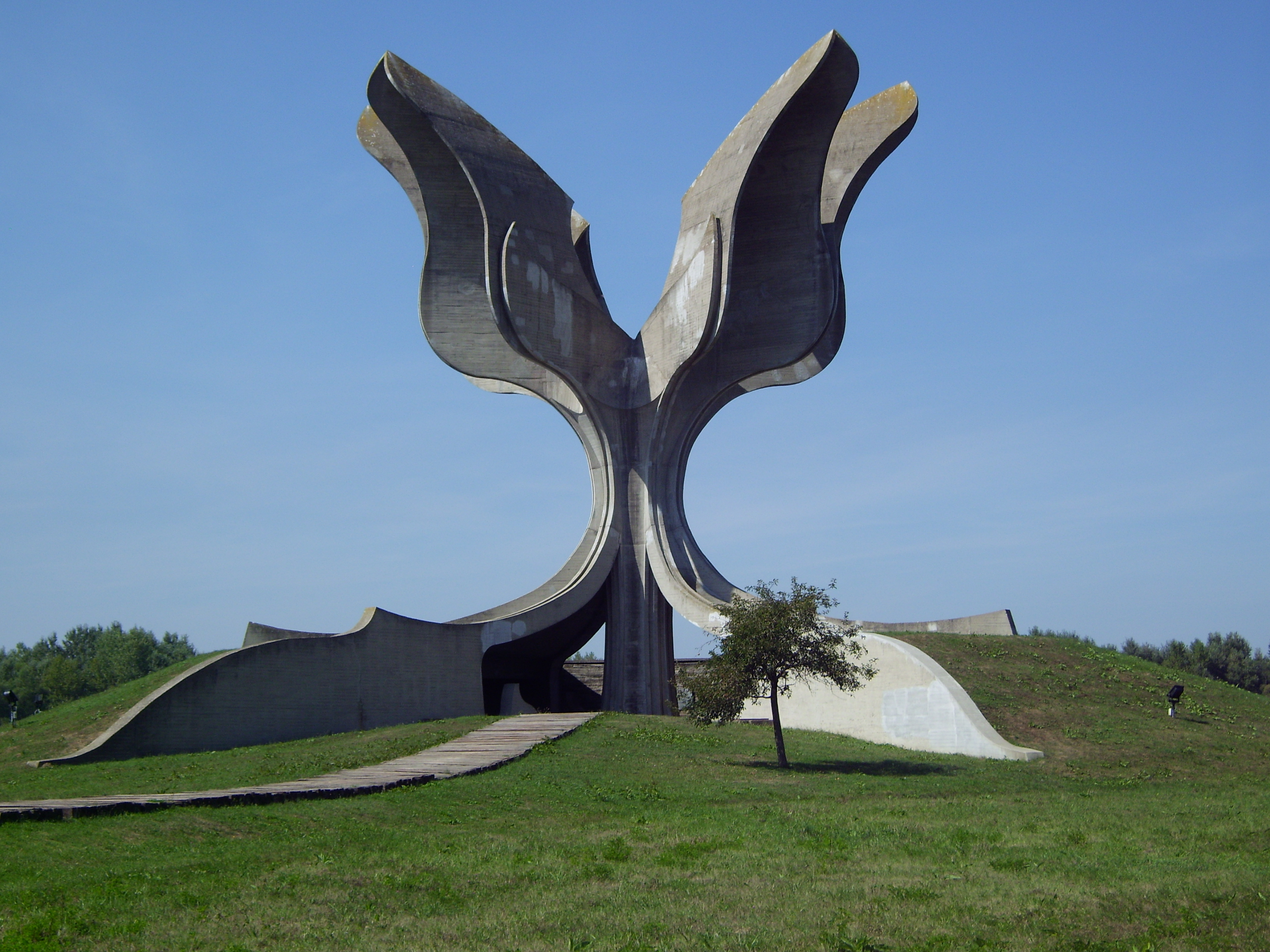
Monumento conmemorativo en recuerdo de las víctimas, en las proximidades del campo de Jasenovac.

Tras la guerra, una vez desmanteladas las instalaciones, los familiares de las víctimas comenzaron a acudir a Jasenovac en busca de restos de sus seres queridos. Organizados en asociaciones, presionaron para mantener viva la memoria de lo ocurrido. La jerarquía comunista encargó al arquitecto Bogdan Bogdanović, autor de varias obras conmemorativas de la Segunda Guerra Mundial, la construcción de un memorial en Jasenovac. Diseñó una enorme flor de loto como afirmación de la vida que destaca sobre la explanada, con las raíces hundidas en el subsuelo donde reposan los muertos. Fue inaugurado en 1966.
Durante la guerra croata de independencia (1991-1995) las fuerzas croatas los bombardearon sistemáticamente, destruyendo el museo y archivos concernientes al campo. Supervivientes del mismo y veteranos de guerra judíos denunciaron ante la comunidad internacional lo que consideraron "la devastación de toda la documentación relativa al genocidio". El gobierno yugoslavo denunció estos hechos ante las Naciones Unidas, considerando que su objetivo era "borrar el escenario del peor crimen de genocidio desde la memoria histórica".
En abril de 2003, el presidente croata Stjepan Mesić se disculpó en nombre de Croacia con las víctimas de Jasenovac. En 2006, añadió que a cada visitante de Jasenovac le debe quedar claro que allí tuvieron lugar «holocausto, genocidio y crímenes de guerra».
En septiembre de 2009, el arzobispo de Zagreb, Josip Bozanić, fue el primer cardenal de la Iglesia católica que condenó los crímenes de Jasenovac durante una misa celebrada en el lugar que ocupó el campo:

"aquí en Jasenovac, sentimos un profundo dolor por todas las víctimas, especialmente aquellas que aquí sufrieron y que fueron asesinadas por miembros del pueblo croata, y aún más por miembros de la Iglesia católica".